# Битка код Молдона
Битка код Молдона (енгл. Battle of Maldon) је англосаксонска епска песма која у херојском, али трагичном тону описује пораз саксонског ерла Биртнота 991. године у бици са викиншком војском Олафа Тригвасона (965−1000) који ће касније постати краљ Норвешке.

## Тема
Историјски догађај записан је у Англосаксонској хроници на следећи начин:
991. Те године дође Анлаф  са деведесет и три брода до Фокстона и опустоши сву околину, па пође затим у Сандвич, одатле за Ипсвич и прегазивши цело подручје крену на Молдон. Ту му војвода Биртнот и његови ратници изиђоше на мегдан и борише се с њим. И они убише војводу и задобише бојно поље.
У песми је историјски догађај – један пљачкашки викиншки поход на Источну Англију – замењен приказивањем само једног детаља (Битке код Молдона) и усредсређеношћу на једног јунака (Војвода Биртнот) и његову ратничку дружину. Тако догађаји почињу да бивају мотивисани одлукама појединаца, који реагују сваки на свој начин на притиске и захтеве које пред њих у тој ситуацији поставља херојски кодекс. Истовремено, све је то приказано тако да следи основне структурне елементе херојске песме као жанра. И тако се од историје добило књижевно дело.

## Композиција
Анализом и поређењем англосаксонских јуначких песама (Битка код Финсбурга и Битка код Брунанбурга)  долази се до једне опште шеме херојске песме као жанра. Та структурна шема – да је тако назовемо – састоји се од следећих елемената:
1. Увод: опис положаја две војске и успостављање атмосфере опште напетости која претходи бици. Вођа бодри своје ратнике.
2. Изазов нападача.
3. Одговор нападнутих.
4. Опши призор бојишта на почетку битке.
5. Опис битке у детаљима као низ појединачних двобоја. Имена ратника који учествују у њима се пажљиво наводе, и то не само имена већ и порекло.
6. Победа и гоњење противника.
7. Мотив три лешинара који улазе на напуштено бојно поље.

У Бици код Молдона, сви елементи од 1 до 5 биће веома пажљиво и опширно разрађени али ће, због природе самог догађаја последња два елемента бити из основе промењена. Тако ће Битка код Молдона да се заврши на следећи начин:
6. Херојска погибија војсковође.
7. Јунаштво преосталих ратника који остају да изгину на бојном пољу. Оно је  подвучено још више упоређењем са понашањем издајника и кукавица које беже чим виде да им је вођа погинуо. Јунаци бодре један другог да истрају онако како их је војсковођа бодрио на почетку и тиме се ствара заокружена целина песме.
Редослед структуре ове херојске песме, донекле је измењен. Елемент 5 стављен је на крај, да би се што боље истакао идеал ратничке лојалности који је главна тема песме.

### Увод
Песма почиње приказом Биртнотове војске, чији борбени морал илуструју изјаве двојице ратника да су спремни да делом оправдају своје јуначке хвале (стх. 1−16). Затим се појављује војсковођа који врши последњу смотру пред битку:
„Тада Биртнот на коњу обиђе своју војску; сваког ратника је саветовао какав положај да заузме и да не устукне, како да држи штит усправно и чврсто и да никада не клоне духом.” (стх. 17−21)
Већ овде у уводу наглашено је пријатељство и управо очинско старање које Биртнот показује према својим ратницима. Тиме је оцртан његов лик као идеалног вође херојском кодексу (стр. 24−5), што ће касније представљати логичну мотивацију за херојско држање његових људи.

### Изазов нападача
Гласник викиншке војске довикује Биртноту преко реке:
„Послали су ме теби морнари ударца хитра
тражећи да ти кажем да можеш сместа послати
прстење као откуп: и да је боље за тебе
да ова копља наша помоћу данка одвратиш,
да не бисмо ми, стамени ратници, с тобом мегдан делили.”

(стх. 29−33)

### Одговор нападнутих
Биртнотов одговор се своди на обећање да ће дати
„копља као данак,
отровне џилите и мачеве старе.” (стх. 46б−47)
Он је спреман да погине бранећи свој народ и свога краља Етелреда.
У стиховима који затим следе неки аутори су видели главни узрок трагичног енглеског пораза код Молдона. Викинзи су ухваћени у клопку на на речном острву са кога само један газ води до копна (стр. 80) и тај газ држи Биртнотова војска. Победа им је, такорећи, у руци. Међутим, војвода Биртнот, у својој гордости – како то песник каже – из претеране борбености и жеље за славом поступа витешки према противнику и допушта му да пређе реку да би борба била равноправна.

### Бојно поље
Почиње битка, која је најпре описана као општи призор бојног поља:
„Тада се подиже граја, гаврани су кружили небом, и орлови, жељни плена; на земљи се зачуше крици.
Добро наоштрена копља полетеше ратницима из руку – бацали су џилите бритке.
Лукови су радили на све стране, штитови одбијали стреле.
Силан је био налет битке: ратници су падали
на обе стране; млади и неискусни изгинули су први” (стх. 106−112)

### Погибија војсковође
Биртнот јуначки гине, окружен телима побијених непријатеља. Пред смрт 
још стиже да се помоли Богу. Чим је погинуо, „кукавички синови Оде” чија имена песник веома пажљиво набраја (стр. 23) беже са бојног поља.
Исто тако пажљиво песник ће се постарати да целих 138 стихова касније, величајући храброст хероја, име једног јунака не буде грешком замењено за име кукавице:
„То није био онај Годрич који је утекао из битке” (стх. 325). Ово посебно старање песника да имена ратника, и кукавица и хероја сачува за потомство, у складу је са
традицијом (стр. 83) и има посебни друштвени значај. 

### Борба Саксонаца до последњег
Нема сумње да је управо та потреба да се памти и забележи како се ко држао у невољи првобитно и навела песнике овог жанра да уз општи опис битке додају и опис детаљима, као низ појединачних (и поименичних) двобоја. У Бици код Молдона је то опште место, из већ наведених разлога, стављено на крају песме, у последњих педесетак стихова:
„На борбеној линији још је стајао Едвард Високи,
спреман и борбе жељан. Хвалећи се рече
да неће одступити ни корака
нити се повући, сад када му је господар пао.
Проби се кроз зид штитова и бораше се љуто
све док на морепловцима није достојно осветио
свог племенитог господара што лежаше међу погинулима.
Исто учини и Етерич, Сибиртов брат, племенити другар, боја жељан и смео.
(...) Тада у борби уби
Офа морнара једног, тако да паде на земљу;
рођаци Геда такође падоше,
а ускоро и Офа би покошен у бици...” (стх. 273−81, и 285б−88)
Пажљиво и детаљно изведен контраст између издајица и јунака учињен је тим „реалнијим” што нису постављени непосредно једни до других, већ је између кукавичлука Годричевог и његове браће и управо наведених стихова о јунаштву Едварда и његових другова уметнут део у коме поједини ратници бодре своје другове да истрају (упор. стр. 23). На тај начин се опис појединачних подвига природно уклапа у радњу, као логични исход тих охрабрења. Лојалност и љубав коју ратници испољавају према свом погинулом вођи такође се могу сагледати и у светлу идеалног односа који је владао између Биртнота и његових ратника и који је био наговештен у почетку.

## Идеја
Песнику Молдона треба одати признање што је успео да од низа општих места направи једну логичну и узрочно повезану целину. Њему је пошло за руком да једини, у поређењу са претходницима који су стварали Битку код Финсбурга и Битку код Брунанбурга, уместо описа пружи публици радњу.
Али свакако најупечатљивији тренуци су они када се у песми велича идеал узајамне верности и ратничког другарства у најлепшем смислу те речи. Они кулминирају у већпоменутим монолозима којима ратници храбре једни друге. Јер они у том тренутку жртвују своје животе да би осветили смрт човека кога су волели. Херојски кодекс, онако како је ту приказан не губи ништа од свог прастарог германског етоса већ бива обогаћен и једном дубокољудском димензијом. Ње нема у сачуваним фрагментима Битке код Финсбурга и Валдера и она је допринос једне развијеније и етички сложеније цивилизације – англосаксонске.
За разлику од германских јунака Биртнот, као и Беовулф, умире захваљујући Богу за радости које му је подарио за живота и молећи га да му душу после смрти прими у своје окриље. Тај детаљ, природно, не постоји у германској херојској песми али зато неодољиво подсећа на Бидове и друге хагиографске описе смрти светаца. Ово узајамно прожимање германског ратничког духа са хришћанском продуховљеношћу својствено је у старој енглеској књижевности уопште и даје херојима управо ту нову, англосаксонску одлику. Речи којима се млади ратник Елвин обраћа својим (стх. 209−224) веома подсећају на оне којима млади Виглаф опомиње Беовулфове ратнике да се нађу господару у невољи (стх. 2631−2660). То не значи да је песник Молдона писао по угледу на песника Беовулфа, већ пре да су се обојица напајали истом традицијом.
Ратнички дух је исти, а разлике су углавном жанровске природе. Беовулф је еп, са опширном радњом пуном епизода, са разрађеним ликовима, који говоре достојанственим и узвишеним језиком. Битка код Молдона је сажета херојска песма, сведена на један догађај, и премда се у њој може назрети нешто налик на крајње упрошћену радњу и лик главног јунака, она је још увек знатно мањег обима и без икакве помпе. Језик Беовулфа је архаичан, а метрика му је узор класичног англосаксонског система. Језик Молдона је једноставнији, на ивици да буде обични говорни језик, а метрика му је неправилнија.

Но, можда баш због своје сажетости и због једноставности тона, песник Молдона на махове постиже истински патос док описује трагедију пораза Биртнотове војске, а у једном тренутку му чак полази за руком нешто што у опширнијој поетској форми не би било могуће: да након погибије витешког војсковође ухвати и осветли онај врхунски метафизички тренутак када се пораз претвара у моралну победу, када дух надвлада материју и када се рађа легенда за потомство:
„Тад искорачише горди ратници, храбри јунаци похрлише у бој;
и сви су имали само једно на уму:
да положе животе или да освете драгог господара.”

(стх. 205−8)
Битка код Молдона одражава туробну другу половину X века, када је енглеска држава под владавином неспособног краља Етелреда почела да пропада да би коначно била уништена код Хестингса 1066. године. Битка код Молдона је последњи блесак херојског духа једне епохе на умору.